# Snorri Sturluson
Snorri Sturluson (em nórdico antigo: Snorri Sturluson; em islandês:  Snorri Sturluson,  PRONÚNCIA; em latim: Snorro Sturlaeus; 1179 – 23 de setembro de 1241) foi um historiador, poeta, político e homem de leis islandês da Idade Média.

Atribui-se a Snorri a autoria da chamada Edda em prosa, um manual de poesia escáldica e uma compilação de lendas, que é a principal fonte literária de mitologia nórdica, e ainda da Heimskringla, uma crónica dos reis noruegueses. Uma outra obra sua é a Saga de Egil Skallagrimsson. Snorri visitou tanto a Noruega como a Suécia. Além da sua intensa atividade literária, foi eleito duas vezes para o cargo de homem de leis (lögsögumaður) do parlamento islandês, o Althing.
Grande parte de sua vida é conhecida através da Saga de Sturlung, uma saga histórica que conta a história de Snorri e outros mesmos da família Sturlung.

## Vida
Snorri Sturluson nasceu em 1178 ou 1179. Era filho de Sturla, um chefe local da Islândia ocidental, cujos descendentes dão nome à chamada Era de Sturlung da história islandesa, na primeira metade do século XIII. Quando tinha dois ou três anos de idade, Snorri foi enviado à casa de um dos mais importantes líderes da Islândia medieval, Jon Loptosson, como parte de um trato para encerrar um conflito entre este e Sturla. A ida de uma criança para a ser criada na casa de outro líder era comum na época, e Snorri passou dezesseis anos em Oddi, a propriedade de Loptosson, que era um importante centro cultural naquele país. Em Oddi, Snorri deve ter tido contato com o latim, obras teológicas, a poesia antiga e as sagas.
Aos dezenove anos, Snorri casou-se com Herdis, filha de Padre Bersi, e tornou-se um homem rico com a morte do sogro em 1202. Snorri e a mulher mudaram-se para a propriedade de Bersi, em Mýrar, e Snorri aumentou seu poder adquirindo outras propriedades. Em 1206 mudou-se a Reykholt, a oeste da Islândia. Um sinal de seu prestígio e poder é o fato de ter sido eleito por duas vezes "legífero" (lögsögumaður) do parlamento islandês (Alþingi), o cargo mais alto na antiga Comunidade Islandesa. Snorri ocupou esse cargo entre 1215 e 1218 e novamente entre 1222 e 1231.
O casamento de Snorri e Herdis aparentemente não foi muito feliz, e em 1224 ele casou-se por segunda vez com Hallveig Ormsdóttir. Teve um total de dois filhos e três filhas; seu filho favorito morreu jovem, e as filhas foram unidas por matrimônio com filhos de chefes locais, como meio de tecer alianças com a elite islandesa.
Em 1218, Snorri viajou à Noruega para fazer alianças entre a nobreza norueguesa. Foi bem recebido pelo rei Haakon IV da Noruega (então com 14 anos) e pelo jarl (conde) Skule Bardsson, sendo nomeado escudeiro e vassalo. Retornou à Islândia dois anos depois, onde escreveu o Háttatal ("lista de métricas poéticas"), em homenagem ao rei e ao conde. Este longo poema compõe a última parte da Edda em prosa.
Na Islândia, a situação política de Snorri tornou-se difícil. Seu sobrinho, Sturla Sighvatsson, liderou uma força armada contra ele em Reykholt em 1236. Snorri fugiu à Noruega, onde o rei Haakon e o agora duque Skule encontravam-se em meio a um conflito. Passou dois invernos no país na companhia de Skule e seus parentes, tendo sido designado conde (jarl) pelo duque. O rei Haakon, desconfiando da amizade entre os dois, proibiu Snorri de deixar a Noruega, mas este viajou mesmo assim. Seu irmão e sobrinho haviam sido mortos numa batalha, o que permitiu a Snorri retornar à Islândia sem temor.
O rei Hakon derrotou as forças de Skuli numa batalha no verão de 1240. Snorri foi declarado traidor, e um emissário do rei, Gissur Torvaldsson, foi enviado à Islândia com ordens de trazê-lo de volta à Noruega ou matá-lo. Os homens de Gissur surpreenderam Snorri em suas terras em Reykholt e o assassinaram no outono de 1241.

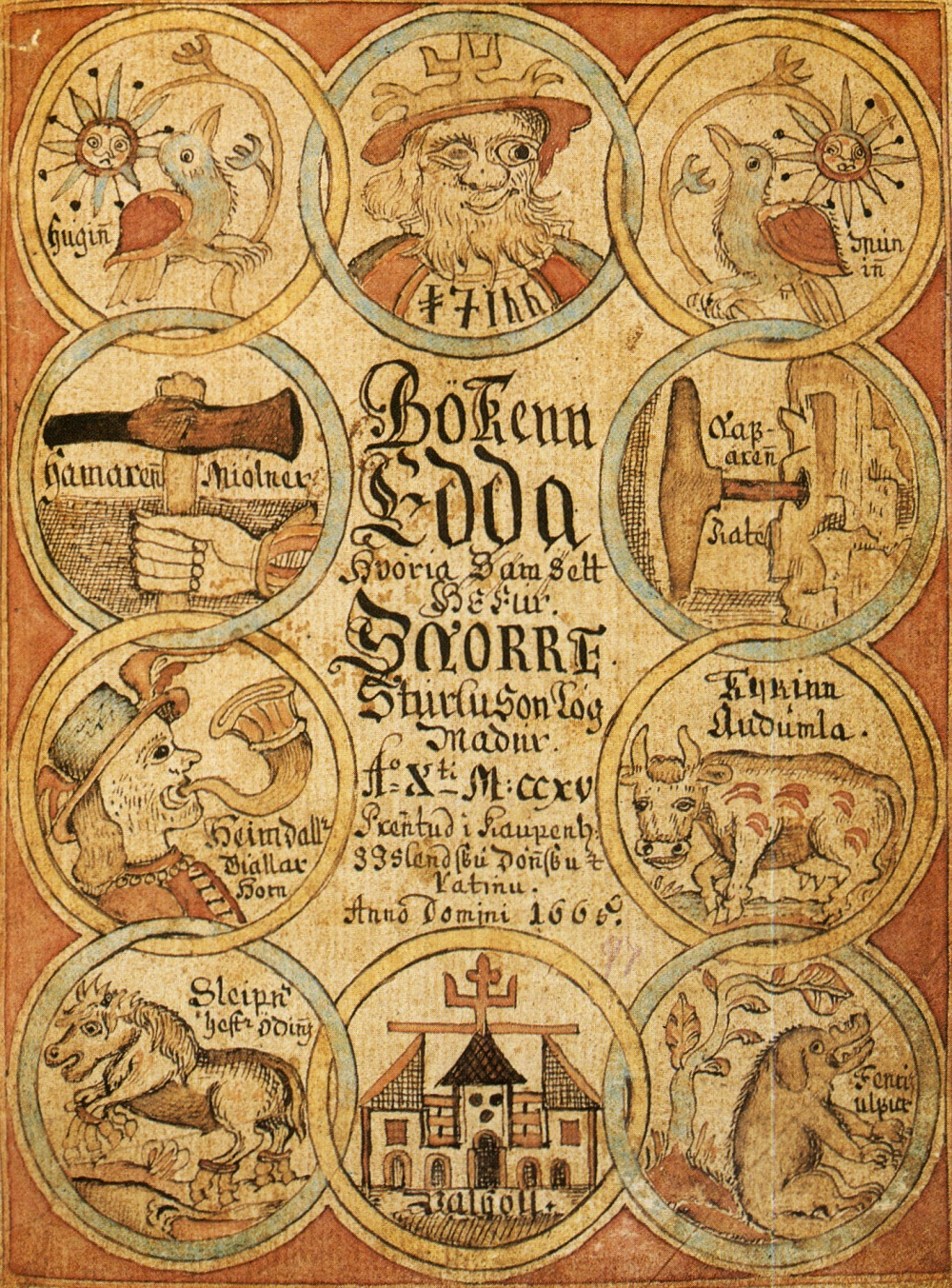
Capa da Edda em prosa num manuscrito islandês do século XVIII.

## Obra
- Edda em prosa
- Heimskringla

Snorri é geralmente considerado o autor da Edda em prosa, uma obra complexa composta por quatro partes: um Prólogo que tenta harmonizar a mitologia nórdica com a tradição greco-romana, seguida da Gylfaginning ("a ilusão de Gylfi"), uma narrativa fantástica em que, por meio de um diálogo entre o rei lendário Gylfi e o deus Odin, é explicada grande parte da cosmologia e mitologia nórdicas. A terceira parte é a Skáldskaparmál ("linguagem poética"), outra fonte importante de lendas nórdicas escrita como uma espécie de manual de arte poética para escaldos (os poetas nórdicos). A última parte é o Háttatal, uma lista de formas de métrica poética.

A base mais importante para a atribuição de autoria da Edda em prosa é um trecho do Códice de Upsália (um manuscrito do século XIV que inclui a Edda) que afirma que a obra foi "compilada" por Snorri Sturluson. Porém, não é totalmente claro se ele foi apenas um compilador ou autor de toda a obra. A parte que com certeza foi escrita por ele é o Háttatal.
A Snorri também é atribuída a História dos reis da Noruega (Heimskringla), uma crónica dos reis nórdicos. A obra começa com a lendária Saga dos Inglingos, mas torna-se subsequentemente mais histórica, especialmente a partir do rei Haldano, o Negro e seu filho, Haroldo Cabelo Belo. Dentro da Heimskringla cada rei tem sua própria saga, sendo a mais extensa a de Olavo, o Santo, rei da Noruega morto em 1030 e canonizado em 1164.
Como historiador e mitógrafo, Snorri é famoso por ter sustentado a teoria (na Edda em Prosa) que os deuses mitológicos começam como líderes de guerra humanos e reis cujos sítios funerários se tornam objeto de culto. À medida que as pessoas os invocam esse líder morto quando vão à batalha, ou o rei morto quando eles em frente dificuldades nas tribos, elas começam a venerar a figura. Eventualmente, o rei ou soldado é lembrado apenas como um deus. Ele também propôs que quando uma tribo derrota outra, explica sua vitória dizendo que seus deuses estavam em guerra com os deuses dos outros.